# Fenella monilicornis
Fenella monilicornis är en stekelart som först beskrevs av Anders Gustav Dahlbom 1835.  Fenella monilicornis ingår i släktet Fenella, och familjen bladsteklar. Enligt den finländska rödlistan är arten otillräckligt studerad i Finland. Arten är reproducerande i Sverige. Artens livsmiljö är friska och lundartade moar.